# ジェフ・ハミルトン
ジェフ・ハミルトン（Jeff Hamilton、1953年8月4日 - ）は、クレイトン＝ハミルトン・ジャズ・オーケストラの共同リーダーであるアメリカのジャズ・ドラマーである。

## 略歴
ハミルトンは、1953年8月4日にインディアナ州リッチモンドで生まれ、インディアナ大学に通った。1975年から、モンティ・アレキサンダーのトリオ、1977年から1978年までウディ・ハーマンのオーケストラのメンバーを務めた。彼はL.A.フォアのメンバーであり、6枚のアルバムを作成した。また、クレイトン＝ハミルトン・ジャズ・オーケストラをジェフ・クレイトンおよびジョン・クレイトンと共同で率いている。さらに、ベースのジョン・ハマーとピアノのタミール・ヘンデルマンとで、彼自身のトリオを率いている。
ハミルトンはエラ・フィッツジェラルド、ローズマリー・クルーニー、カウント・ベイシー・オーケストラ、オスカー・ピーターソン、レイ・ブラウンと共に演奏してきた。彼はダイアナ・クラールとツアーを行い、彼女のアルバムの何枚かで演奏している。

## 使用楽器
ハミルトンはボスフォラス・シンバルズ (Bosphorus Cymbals)の共同所有者であった。その後、マイケル・ヴォスベイン、ビル・ノーマン、ドラマーのスタントン・ムーアとともに、自身のシンバル会社であるクレセント・シンバルズを立ち上げた。セイビアンがクレセント・シンバルズを買収し、「Hand-Hammeredシリーズ」を通じて再配布する予定である。またマペックス・ブラック・パンサー・ドラムと、レモのドラムヘッド（ファイバースキン3・ディプロマット）、および彼のシグネチャーであるリーガル・ティップ・スティックとブラシで演奏している。

## ディスコグラフィ

### リーダー・アルバム
- 『インディアナ』 - Indiana (1992年、Concord Jazz)
- It's Hamilton Time (1994年、Lake Street)
- Live! (1996年、Mons)
- 『ダイナヴァイブズ』 - Dynavibes (1997年、Mons) ※with フリッツ・ランデスベルゲン
- 『ハミルトン・ハウス』 - Hamilton House: Live at Steamers (2000年、Mons)
- Hands On (2002年、Mons)
- The Best Things Happen (2004年、Azica)
- From Studio 4, Cologne, Germany (2006年、Azica)
- Symbiosis (2009年、Capri)
- Red Sparkle (2012年、Capri)
- Time Passes On (2012年、Jazzed Media)
- The L.A. Session (2013年、In + Out)
- 『グレイト・アメリカン・ソングス - スルー・ザ・イヤーズ』 - Great American Songs Through The Years (2013年、All Art Promotion Inc.)
- Live In Bern (2015年、Capri) ※with スコット・ハミルトン
- Live From San Pedro (2018年、Capri)
- Catch Me If You Can (2020年、Capri)

### L.A.フォア
- 『ジャスト・フレンズ』 - Just Friends (1978年、Concord Jazz)
- 『ウォッチ・ホワット・ハプンズ』 - Watch What Happens (1978年、Concord Jazz)
- 『ライヴ・アット・モントルー』 - Live at Montreux (1979年、Concord Jazz)
- 『ザカ』 - Zaca (1980年、Concord Jazz)
- 『モンタージュ』 - Montage (1981年、Concord Jazz)
- 『エグゼクティヴ・スーツ』 - Executive Suite (1982年、Concord Jazz)

### クレイトン＝ハミルトン・ジャズ・オーケストラ
- Groove Shop (1990年、Capri)
- Heart and Soul (1991年、Capri)
- Absolutely! (1995年、Lake Street)
- 『エクスプローシヴ!』 - Explosive! (1999年、Qwest/Warner Bros.) ※with ミルト・ジャクソン
- Shout Me Out! (2000年、Fable/Lightyear)
- Live at MCG (2005年、MCG)
- 『クリスマス・ソングス』 - Christmas Songs (2005年、Verve) ※with ダイアナ・クラール
- Call Me Irresponsible (2007年、143 Records/WB) ※マイケル・ブーブレのアルバム。「The Best Is Yet to Come」に参加
- Charles Aznavour & The Clayton-Hamilton Jazz Orchestra (2009年、EMI) ※with シャルル・アズナヴール
- 『ニューヨークの日曜日』 - Sundays in New York (2011年、Blue Note) ※with トレインチャ
- The L. A. Treasures Project (2014年、Capri)[2]
- 『ライフ・ジャーニー』 - Life Journey (2014年、Universal) ※レオン・ラッセルのアルバム。3曲に参加[3]